# Hepatektomie
Die Hepatektomie (Hepar = Leber) bezeichnet in der Chirurgie die vollständige operative Entfernung der Leber. Sie wird im Rahmen einer Lebertransplantation durchgeführt. 
Häufig taucht in der Literatur auch der Begriff partielle Hepatektomie auf, womit eine teilweise Entfernung der Leber gemeint ist (Leberresektion). Diese Bezeichnung ist allerdings sachlich falsch, da es sich bei einer Ektomie definitionsgemäß um eine vollständige Entfernung eines Organs handelt. Der richtige Bezeichnung für die operative Teilentfernung der Leber lautet Leberresektion.